# Anna Büschler
Anna Büschler, född 1497, död 1551, var en tysk borgare. Hon är en berömd gestalt i Schwäbisch Halls historia och känd för sina kärleksaffärer, för vilka hon flera gånger blev indragen i rättsprocesser. 
Hon var dotter till den förmögna borgaren Hermann Büschler (d. 1543) och Anna Hornburg (d. 1520) och syster till. Hon blev efter sin mors död husmor hos sin far, som vägrade låta henne gifta sig, och väckte uppseende i samhället genom sina utmanande kläder, smycken och livsstil. Hon hade ett förhållande med Erasmus von Limpurg (1502–1553), men vilken hon utväxlande kärleksbrev, som har bevarats. Hon hade därefter ett förhållande med riddaren Daniel Treutwein, för vars skull hon kastades ur huset av fadern då han ertappade henne med att stjäla från honom till sin älskare. Hon stämde fadern för att få ut sitt morsarv, medan han stämde henne tillbaka. Fadern fick paret arresterat, och fick av domstolen tillbaka sin dotter, som han höll fången i hemmet. Anna lyckades rymma, och stämde återigen fadern inför domstolen i Rottweil. Hon gifte sig därefter med den fattiga adelsmannen Hans von Leuzenbrunn. Efter faderns död 1543 drogs hon in i en rättstvist med sina syskon om farsarvet och sina skulder. Hon gifte om sig med Johann von Sproland, som fortsatte driva målet mot hennes syskon efter hennes död. 